# Wallunk'a
La wallunk'a es un rito o fiesta que se realiza luego de la celebración de Todos Santosen los valles de Cochabamba - Bolivia, sobre todo en el área rural del departamento de Cochabamba. En esta celebración se despide a los muertos, para que sus almas se vayan volando. El rito comienza el 2 de noviembre al medio día y termina con la realización de la fiesta de San Andrés que se celebra el 30 de noviembre. Según algunos autores, esta celebración solo dura tres días desde el 2 de noviembre y se conoce como qhochi pacha p'unchaykunas. Para otros, esta fiesta tiene su origen en España en la época colonial.

## Etimología
Wallunk'a significa columpio en quechua.En algunos libros aparece escrito como huay llunkca o wayllunk'a.

## Fiesta

### Preparación y práctica
La celebración consiste en armar columpios gigantes que alcanzan entre ocho y diez metros. Los materiales que se utilizan para construir el columpio gigante son troncos de eucaliptos o ceibos que se apoyan en árboles típicos de la región, como el molle o el algarrobo. En algunos casos se arman los columpios directamente en los árboles. Los troncos, que suelen ser pintados de colores, forman un arco que se decora con flores, cereales y aguayos de colores. A su vez, se construyen estructuras hechas de troncos delante y detrás, donde se cuelgan premios que consisten en canastas de caña que contienen urpus, es decir, masitas dulces que se realizan para la fiesta de Todos Santoscomo maicillos, suspiros y tanta wawas. Estas canastas también contienen frutas y dulces y, además de canastas, se cuelgan baldes de plástico con flores, pasankallas, verduras y muñecas.
En la fiesta, el objetivo es que las mujeres, que por lo general son jóvenes (es decir, cholitas) jueguen columpiándose ayudadas por dos hombres jóvenes que las impulsan para alcanzar las canastas y baldes con sus piernas. Los hombres las impulsan con unas cuerdas que ahora están hechas de plástico pero que anteriormente eran elaboradas con cuero de vaca. Mientras se balancean, las jóvenes realizan cantos, coplas y bromas. Normalmente pueden estar columpiando 15 minutos y después bajan a tomar chicha y bailar. Por esta razón, para algunos la fiesta está relacionada con la fertilidad, la exuberancia, la risa y la embriaguez, más que a su sentido sagrado, vinculado a la relación con los muertos.
La wallunk'a suele ubicarse en lugares públicos estratégicos, cruces de calles importantes o en las carreteras. No obstante, actualmente también se construyen las wallunk'as detrás de locales privados.

### Simbolismo
La wallunk'a es una tradición andina donde el balanceo del columpio simboliza o representa el tránsito entre tres mundos: 1) Alax pacha o Hanan pacha, el cielo, lo de arriba; 2) Kay pacha, la tierra, el medio; y 3) Uku pacha, lo de abajo, el inframundo o mundo de los muertos. A su vez, la wallunk'a simboliza el tránsito entre la vida y muerte o el paso por dos mundos.Además, la fiesta representa el paso de ser ch’ulla o impar a ser par, es decir, conseguir una pareja. 

### Seducción

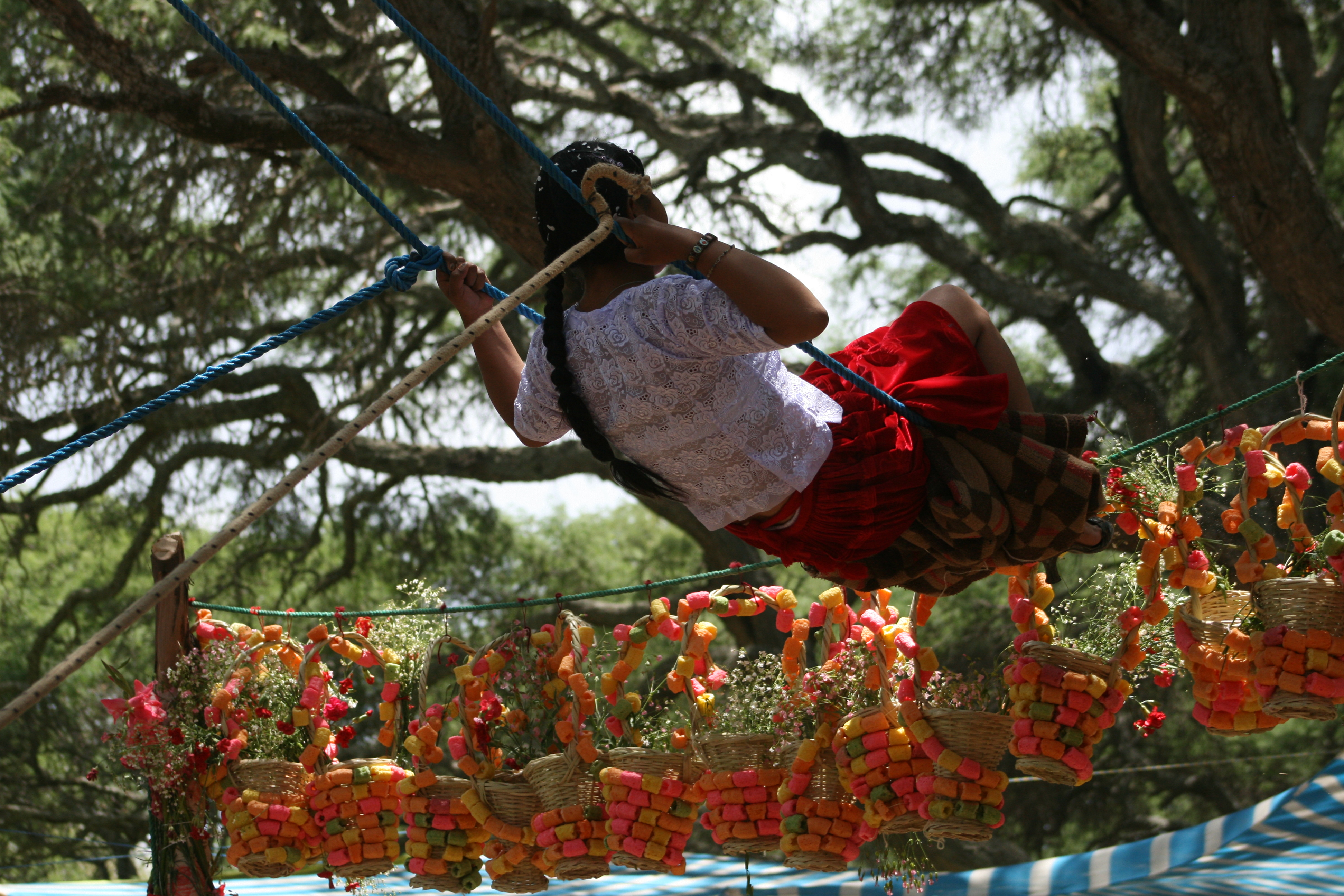
Canastas colgantes, que las participantes sujetarán.

La wallunk'a se realiza en un ambiente de alegría para que las almas de los muertos estén contentas antes de irse. En el juego de la wallunk'a participan sobre todo jóvenes, ya que entienden esta celebración como un espacio de coqueteo entre hombres y mujeres para iniciar una relación de acuerdo a la época de fertilidad según el calendario agrícola de la zona, ya que es una época donde se inician la lluvias. Generalmente, mientras las mujeres jóvenes cantan los hombres las balancean con fuerza en el columpio; se dice que mientras más fuerte las balanceen más interés tienen en ellas. Dichos hombres también cantan canciones pícaras mientras impulsan el columpio, a modo de coqueteo hacia las mujeres.

## Política
La wallunk'a suele estar decorada con flores y aguayos. No obstante, algunos relatan que antes de las elecciones nacionales de 2009 en Bolivia varias de las wallunk'as estaban decoradas con banderas del MAS-IPSP, partido fuertemente ligado a grupos campesinos.

## Celebración fuera de Bolivia
La wallunk'a también se celebra en Barcelona, España. La actividad suele ser organizada por la comunidad de bolivianos que viven ahí.